# Rod Blackhurst
Rod Blackhurst (ur. 27 listopada 1980 w Herkimer) – amerykański reżyser filmowy.

## Biografia
Rod Blackhurst jest reżyserem takich filmów jak: The Predator, Fair Fight: The Fray, Would You, Hot Girl, Fast Car, Eating a Banana, Alone Time, You Were Once Called Queen City, Amanda Knox i Here Alone.

## Nominacje
- 2017: nominacja Robert w kategorii Najlepszy film dokumentalny za film Amanda Knox (2016)[3][4]
- 2017: nominacja Emmy w kategorii Najlepszy dokumentalny lub oparty na faktach program specjalny za film Amanda Knox (2016)[3][4]